# Кишинёвская городская дума
Кишинёвская городская дума — представительный орган самоуправления, действовавший в Кишинёве в 1818—1918 годах.
Первоначально городская дума носила сословный характер. Состояла из городского головы, пяти гласных членов и письмоводителя. Исполнительным органом городской думы была управа (полицейское управление). Была основана в 1818 году на основании данной 21 апреля 1785 года императрицей Екатериной II «Грамоты на права и выгоды городам Российской империи». Первая городская дума в Кишинёве была избрана в 1818 году и состояла из пяти представителей различных национальностей: молдаванина, русского, болгара, грека и еврея. В том же году был избран первый примар (городской голова) — молдавский капитан Ангел Ноур. В марте 1871 года в Кишинёве было введено новое управление. Дума стала бессословной, однако установленный порядок выборов обеспечивал преобладание в ней купцов и дворян.
Городская дума избирала свой исполнительный орган — городскую управу, во главе которой стоял городской голова. Гласные думы избирались сроком на 4 года. Созданная в 1871 году дума имела в отличие от старой более широкую сферу деятельности и располагала более значительными средствами. Она ведала административно-хозяйственными делами города (торговлей, промышленностью, доходными статьями и городскими землями), разрешала спорные дела жителей, следила за поступлением налогов и сборов, составляла ежегодный городской бюджет, утверждавшийся губернатором.
Основными источниками доходов, которыми ведала городская дума, были поступления от промышленных предприятий, торговых и питейных заведений, сборы с купцов за право торговли, плата за аренду городских земель, налоги с садов, виноградников и гостиниц. Большая часть доходов шла на содержание административных органов Кишинёва, полиции, тюрем. И дума, и управа не пользовались полнотой власти над городским хозяйством. Любое их решение могло быть отменено губернатором Бессарабии.
Кишинёвская городская дума была распущена по постановлению Кишинёвского совета рабочих и солдатских депутатов 1 (14) января 1918 года. Дума и управа размещались в здании на углу Александровской улицы (ныне Проспект Штефана чел Маре) и Синадиновской.